# Большая золотая медаль имени М. В. Ломоносова
Больша́я золота́я меда́ль и́мени М. В. Ломоно́сова — высшая награда Российской академии наук. Ежегодно присуждаются две Большие золотые медали имени М. В. Ломоносова — одна российскому и одна иностранному учёным за выдающиеся достижения в области естественных и гуманитарных наук. Экспертная комиссия находится при Президиуме РАН.

Реверс медали.

## История медали
Золотая медаль имени М. В. Ломоносова учреждена постановлением Совета Министров СССР от 23 июня 1956 года № 851 с указанием, что медаль присуждается один раз в три года за выдающиеся работы в области естественных и технических наук.
Автором внешнего вида медали стал советский художник и скульптор Сергей Тимофеевич Конёнков.
В постановлении Президиума АН СССР от 3 августа 1956 № 400 указано, что медаль присуждается советским учёным. Постановлением Президиума АН СССР от 24 августа 1956 № 462 первым годом присуждения медали установлен 1959 год. Описание медали утверждено постановлением Президиума АН СССР от 3 октября 1958 г. № 640. Положение о медали утверждено постановлением Президиума АН СССР от 24 ноября 1967 г. № 909.
Постановлением Совета Министров СССР от 7 июля 1967 № 612 разрешено Академии ежегодно присуждать две золотые медали — одну советскому и одну иностранному учёным за выдающиеся работы в области естественных и общественных наук.
Постановлением Президиума АН СССР от 6 января 1967 № 8 установлено, что учёные, удостоенные золотой медали имени М. В. Ломоносова, выступают с научными докладами на годичном Общем собрании Академии наук СССР.
Постановлением Президиума Российской академии наук от 26 мая 1992 г. № 177 установлено: считать золотые медали имени М. В. Ломоносова высшей наградой Российской академии наук, присуждаемые одна российским и одна иностранным учёным с целью отметить выдающиеся работы в области естественных и гуманитарных наук.
Постановлением Президиума Российской академии наук от 23 февраля 1993 г. № 47 золотых медалей и премий имени выдающихся учёных, присуждаемых Российской академией наук, которым установлено, что начиная с 1994 года Президиум РАН присуждает Большую золотую медаль Российской академии наук имени М. В. Ломоносова. Ежегодно присуждается две медали: одна — российскому, другая — иностранному учёному.
Постановлением Президиума РАН от 8 июня 1993 № 118 утверждено Положение о Большой золотой медали Российской академии наук имени М. В. Ломоносова. Дата присуждения медали — 19 ноября (день рождения М. В. Ломоносова).

## Награждённые учёные
Список награждённых:
- 1959 —  Пётр Леонидович Капица — за совокупность работ по физике низких температур.
- 1962 —  Александр Николаевич Несмеянов — за совокупность работ в области химии.
- 1964
  -  Синъитиро Томонага (член Японской академии наук, президент Научного совета Японии) — за научные труды, явившиеся значительным вкладом в развитии физики.
  -  Хидеки Юкава (член Японской академии наук, директор Института фундаментальных исследований при Университете Киото) — за выдающиеся заслуги в развитии теоретической физики.
- 1965
  -  Говард Уолтер Флори, сэр (профессор, президент Королевского общества Великобритании) — за выдающийся вклад в развитие медицины.
  -  Николай Васильевич Белов — по совокупности работ в области кристаллографии.
- 1967
  -  Сесил Франк Пауэлл (профессор, член Королевского общества Великобритании) — за выдающиеся достижения в области физики элементарных частиц.
  -  Игорь Евгеньевич Тамм — за выдающиеся достижения в теории элементарных частиц и других областях теоретической физики.
- 1968
  -  Иштван Русняк (президент Академии наук Венгерской Народной Республики) — за выдающиеся достижения в области медицины.
  -  Владимир Александрович Энгельгардт — за выдающиеся достижения в области биохимии и молекулярной биологии.
- 1969
  -  Джулио Натта (профессор, Италия) — за выдающиеся достижения в области химии полимеров.
  -  Николай Николаевич Семёнов — за выдающиеся достижения в области химической физики.
- 1970
  -  Иван Матвеевич Виноградов — за выдающиеся работы в области математики.
  -  Арно Данжуа (член Французской академии наук) — за выдающиеся достижения в области математики.
- 1971
  -  Ханнес Альвен (профессор, член Королевской академии наук в Стокгольме, Швеция) — за выдающиеся достижения в области физики плазмы и астрофизики.
  -  Виктор Амазаспович Амбарцумян — за выдающиеся достижения в области астрономии и астрофизики.
- 1972
  -  Николай Иванович Мусхелишвили — за выдающиеся достижения в области математики и механики.
  -  Макс Штеенбек (академик Академии наук Германской Демократической Республики) — за выдающиеся достижения в области физики плазмы и прикладной физики.
- 1973
  -  Александр Павлович Виноградов — за выдающиеся достижения в области геохимии.
  -  Владимир Зоубек (академик Чехословацкой академии наук) — за выдающиеся достижения в области геологии.
- 1974
  -  Ангел Балевски (академик Болгарской академии наук) — за выдающиеся достижения в области металлургии и технологии металлов.
  -  Александр Иванович Целиков — за выдающиеся достижения в области металлургии и технологии металлов.
- 1975
  -  Мстислав Всеволодович Келдыш — за выдающиеся достижения в области математики, механики и космических исследований.
  -  Морис Руа (академик Академии наук Франции) — за выдающиеся достижения в области механики и её приложений.
- 1976
  -  Семён Исаакович Вольфкович — за выдающиеся достижения в области химии и технологии фосфора, а также в разработке научных основ химизации сельского хозяйства СССР.
  -  Герман Кларе (академик Академии наук Германской Демократической Республики) — за выдающиеся достижения в области химии и технологии искусственных волокон.
- 1977
  -  Михаил Алексеевич Лаврентьев — за выдающиеся достижения в области математики и механики.
  -  Лайнус Карл Полинг (член Национальной академии наук США) — за выдающиеся достижения в области химии и биохимии.
- 1978
  -  Анатолий Петрович Александров — за выдающиеся достижения в области атомной науки и техники.
  -  Александер Робертус Тодд (профессор, президент Королевского общества Великобритании) — за выдающиеся достижения в области органической химии.
- 1979
  -  Александр Иванович Опарин — за выдающиеся достижения в области биохимии.
  -  Бела Сёкефальви-Надь (академик Венгерской академии наук) — за выдающиеся достижения в области математики.
- 1980
  -  Ярослав Кожешник (академик Чехословацкой академии наук) — за выдающиеся достижения в области прикладной математики и механики.
  -  Борис Евгеньевич Патон — за выдающиеся достижения в области металлургии и технологии металлов.
- 1981
  -  Владимир Александрович Котельников — за выдающиеся достижения в области радиофизики, радиотехники и электроники.
  -  Павле Савич (академик Сербской академии наук и искусств, Социалистическая Федеративная Республика Югославия) — за выдающиеся достижения в области физики и химии.
- 1982
  -  Юлий Борисович Харитон — за выдающиеся достижения в области физики.
  -  Дороти Ходжкин (профессор, член Лондонского Королевского общества) — за выдающиеся достижения в области биохимии и кристаллохимии.
- 1983
  -  Андрей Львович Курсанов — за выдающиеся достижения в области физиологии и биохимии растений.
  -  Абдус Салам (профессор, Пакистан) — за выдающиеся достижения в области физики.
- 1984
  -  Николай Николаевич Боголюбов — за выдающиеся достижения в области математики и теоретической физики.
  -  Рудольф Людвиг Мёссбауэр (профессор, Федеративная Республика Германии) — за выдающиеся достижения в области физики.
- 1985
  -  Гильермо Аро (профессор, Мексика) — за выдающиеся достижения в области астрофизики.
  -  Михаил Александрович Садовский — за выдающиеся достижения в области геологии и геофизики.
- 1986
  -  Йозеф Ржиман[чеш.] (академик, Председатель Чехословацкой академии наук) — за выдающиеся достижения в области биохимии.
  -  Святослав Николаевич Фёдоров — за выдающиеся достижения в области офтальмологии и микрохирургии глаза.
- 1987
  -  Джон Бардин (профессор, США) — за выдающиеся достижения в области физики.
  -  Александр Михайлович Прохоров — за выдающиеся достижения в области физики.
- 1988
  -  Жан Лере (профессор, Франция) — за выдающиеся достижения в области математики.
  -  Сергей Львович Соболев (посмертно) — за выдающиеся достижения в области математики.
- 1989
  -  Николай Геннадиевич Басов — за выдающиеся достижения в области физики.
  -  Ханс Альбрехт Бете (профессор, США) — за выдающиеся достижения в области физики.
- 1993
  -  Джон Кеннет Гэлбрейт (профессор, США) — за выдающиеся достижения в области экономических и социальных наук.
  -  Дмитрий Сергеевич Лихачёв — за выдающиеся достижения в области гуманитарных наук.
- 1994
  -  Николай Константинович Кочетков — за выдающиеся достижения в области химии углеводов и органического синтеза.
  -  Джеймс Дьюи Уотсон (профессор, США) — за выдающиеся достижения в области молекулярной биологии.
- 1995
  -  Анатоль Абрагам (профессор, Франция) — за выдающиеся достижения в области физики конденсированного состояния и ядерно-физических методов исследования.
  -  Виталий Лазаревич Гинзбург — за выдающиеся достижения в области теоретической физики и астрофизики.
- 1996
  -  Николай Николаевич Красовский — за выдающиеся достижения в области математической теории управления и теории дифференциальных игр.
  -  Фридрих Хирцебрух (профессор, Федеративная Республика Германия) — за выдающиеся достижения в области алгебраической геометрии и алгебраической топологии.
- 1997
  -  Франк Пресс (профессор, США) — за выдающиеся достижения в области физики твёрдой Земли.
  -  Борис Сергеевич Соколов — за выдающиеся достижения в изучении ранней биосферы Земли, открытие древнейшей вендской геологической системы и классические труды по ископаемым кораллам.
- 1998
  -  Александр Исаевич Солженицын — за выдающийся вклад в развитие русской литературы, русского языка и российской истории.
  -  Ёсикадзу Накамура[яп.] (профессор, Япония) — за выдающийся вклад в изучение славистики и популяризацию русской литературы и культуры в Японии.
- 1999
  -  Валентин Лаврентьевич Янин — за выдающийся вклад в изучение истории, культуры и письменности Древней Руси.
  -  Михаель Мюллер-Вилле[нем.] — за выдающиеся достижения в исследовании славянских и германских древностей Балтийского региона.
- 2000
  -  Андрей Викторович Гапонов-Грехов — за выдающийся вклад в развитие физики колебательных и волновых процессов.
  -  Чарлз Хард Таунс (Таунз) — за основополагающий вклад в квантовую электронику и микроволновую спектроскопию.
- 2001
  -  Александр Сергеевич Спирин — за основополагающий вклад в изучение биосинтеза белка и функционирования рибонуклеиновых кислот.
  -  Александр Рич — за выдающиеся достижения в изучении структуры нуклеиновых кислот и функционирования рибосом.
- 2002
  -  Ольга Александровна Ладыженская — за выдающиеся достижения в области теории дифференциальных уравнений в частных производных и математической физике.
  -  Леннарт Аксель Эдвард Карлесон — за выдающиеся результаты в области математического анализа.
- 2003
  -  Евгений Иванович Чазов — за основополагающий вклад в развитие кардиологии.
  -  Майкл Дебейки — за выдающиеся достижения в области хирургии сердца.
- 2004
  -  Гурий Иванович Марчук — за выдающийся вклад в создание новых моделей и методов решения задач в физике ядерных реакторов, физике атмосферы и океана и иммунологии.
  -  Эдвард Нортон Лоренц — за основополагающий вклад в разработку теории общей циркуляции атмосферы.
- 2005
  -  Юрий Андреевич Осипьян — за фундаментальный вклад в физику дислокаций в твёрдых телах и открытие фотопластического эффекта.
  -  Питер Хирш — за выдающийся вклад в физику прочности и пластичности твёрдых тел и экспериментальное открытие движения дислокаций в них.
- 2006[3]
  -  Николай Павлович Лавёров — за выдающийся вклад в решение минерально-сырьевых проблем России, в том числе, за создание научных основ освоения урановых месторождений.
  -  Родни Чарльз Юинг[англ.] — за выдающиеся достижения в изучении радиационных воздействий на минералы, создание матриц-консервантов высокорадиоактивных элементов для их захоронения в глубинных геологических формациях.
- 2007
  -  Андрей Анатольевич Зализняк — за открытие в области древнерусского языка раннего периода и за доказательство аутентичности памятника русской литературы «Слово о полку Игореве».
  -  Саймон Франклин — за выдающиеся труды по ранней этнополитической и культурной истории Руси и значительный вклад в изучение древнерусской письменной традиции и памятников древнерусской литературы.
- 2008
  -  Евгений Максимович Примаков — за выдающийся вклад в развитие общественных наук.
  -  Элен Каррер де Анкос — за выдающийся вклад в политологию, российскую историю и культуру.
- 2009
  -  Вадим Тихонович Иванов — за выдающийся вклад в развитие биоорганической химии.
  -  Рёдзи Ноёри — за выдающийся вклад в развитие органической химии и каталитического асимметрического синтеза.
- 2010
  -  Спартак Тимофеевич Беляев — за выдающийся вклад во многие важные направления современной физической науки — физику плазмы, теорию квантовых и релятивистских систем многих частиц, теорию атомного ядра и ядерных реакций, физику ускорителей элементарных частиц.
  -  Герард ’т Хоофт — за выдающийся вклад в теорию калибровочных полей, выразившийся в построении перенормируемых калибровочно инвариантных теорий со спонтанно нарушенной симметрией и в разработке методов анализа калибровочных теорий вне рамок теории возмущений.
- 2011
  -  Владимир Александрович Тартаковский — за выдающийся вклад в развитие технической химии, органической химии и промышленного органического синтеза.
  -  Роалд Хоффман — за выдающийся вклад в развитие «Прикладной теоретической химии» и создание обобщенных моделей строения и реакционной способности молекул.
- 2012[4]
  -  Глеб Всеволодович Добровольский — за выдающийся вклад в области почвоведения.
  -  Ричард У. Арнольд — за выдающийся вклад в развитие теоретического и прикладного почвоведения и создание моделей поведения почв в разных ландшафтах мира.
- 2013
  -  Людвиг Дмитриевич Фаддеев — за выдающийся вклад в квантовую теорию поля и теорию элементарных частиц
  -  Питер Лакс — за выдающийся вклад в теорию гидродинамики солитонов.
- 2014
  -  Анатолий Пантелеевич Деревянко — за выдающийся вклад в разработку новой фундаментальной научной концепции формирования человека современного физического типа и его культуры.
  -  Сванте Паабо — за выдающиеся заслуги в области палеогенетики и археологии.
- 2015[5]
  -  Леонид Вениаминович Келдыш — за выдающийся вклад в физику туннельных явлений, в том числе туннельный эффект в полупроводниках и его связь с электронным и колебательным спектрами кристалла, открытие туннельной модификации спектров оптического поглощения, туннельной ионизации атомов, молекул и конденсированных сред мощными оптическими лазерными полями.
  -  Пол Коркум — за выдающийся вклад в физику сверхбыстрых, включая аттосекундный диапазон, процессов и интерферометрию электронных волновых функций в атомах и молекулах с беспрецедентным пространственно-временным разрешением.
- 2016[6]
  -  Дмитрий Георгиевич Кнорре — за выдающийся вклад в области химии нуклеиновых кислот, аффинной модификации биополимеров, становлении важнейшего направления фармакологии — терапевтических нуклеиновых кислот и развитии методов генной терапии.
  -  Сидни Олтмен — за выдающийся вклад в области биохимии нуклеиновых кислот, открытие каталитической активности нуклеиновых кислот и создание новых биологически активных веществ.
- 2017[7]
  -  Юрий Цолакович Оганесян — за фундаментальные исследования в области взаимодействия сложных ядер и экспериментальное подтверждение гипотезы существования «островов стабильности» сверхтяжелых элементов.
  -  Бьорн Йонсон[швед.] — за работы фундаментального характера, имеющие основополагающее значение для исследований ядерной структуры и ядерной стабильности экзотических легчайших ядер на границах нуклонной стабильности.
- 2018[8]
  -  Иосиф Исаевич Гительзон — за обоснование и развитие экологического направления биофизики, достигшего ряда выдающихся фундаментальных и практических результатов, в частности, в морских и лабораторных исследованиях биолюминесценции.
  -  Мартин Чалфи — за разработку новых методов биолюминесцентного анализа с использованием люминесцентного белка GFP.
- 2019[9]
  -  Георгий Сергеевич Голицын — за выдающийся вклад в изучение физики атмосферы Земли и планет и разработку теории климата и его изменений.
  -  Пауль Йозеф Крутцен — за выдающийся вклад в химию атмосферы и оценку роли биогеохимических циклов в формировании климата.
- 2020[10]
  -  Сергей Петрович Новиков — за ведущую роль в возрождении современной топологии в нашей стране, решение фундаментальных проблем топологии, теории нелинейных волн, квантовой механики и теории поля.
  -  Джон Уиллард Милнор —  за открытие нестандартных гладких структур на многомерных сферах, решение фундаментальных проблем топологии и теории динамических систем.
- 2021[11]
  -  Георгий Павлович Георгиев — за классические работы по исследованию структуры и экспрессии генома высших эукариот.
  -  Ричард Джон Робертс —  за большой вклад в исследование про- и эукариотических геномов, сплайсинга РНК, идентификацию генов ферментов рестрикции и метилаз.
- 2022[12]
  -  Юрий Викторович Наточин — за фундаментальный вклад в изучение физиологии почки и водно-солевого обмена.
  -  Денис Нобл — за выдающийся вклад в развитие физиологии кровообращения.
- 2023
  -  Дмитрий Михайлович Климов — за совокупность пионерских работ в области механики и её приложений в технике.
  -  Хольм Альтенбах[нем.] — за выдающийся вклад в развитие механики функционально-градиентных и конструкционных материалов тонкостенных структур.
- 2024[13]
  -  Александр Николаевич Коновалов и  Лукас Расулич[серб.] — за выдающийся вклад в развитие фундаментальных и прикладных основ нейрохирургии.